# Sランクモンスターの《ベヒーモス》だけど、猫と間違われてエルフ娘の騎士として暮らしてます
『Sランクモンスターの《ベヒーモス》だけど、猫と間違われてエルフ娘の騎士として暮らしてます』（エスランクモンスターのベヒーモスだけどネコとまちがわれてエルフむすめのペットとしてくらしてます。英題：Beheneko: The Elf-Girl’s Cat is Secretly an S-Ranked Monster!）は、銀翼のぞみによる日本のライトノベル。略称は「べヒ猫」。元は2017年から『小説家になろう』に投稿されたオンライン小説で、2018年からマイクロマガジン社・GCノベルズより書籍化された。イラストは夜ノみつきが担当している。2025年1月時点でシリーズ累計発行部数は120万部を突破している。
メディアミックスとして、東雲太郎作画によるコミカライズが『ヤングアニマル嵐』（白泉社）にて2018年4号から7号まで連載され、同年7月の同誌の休刊に伴い『ヤングアニマル』（同社刊）に移籍し14号から連載中。また、テレビアニメが2025年1月から3月まで放送された。

## あらすじ
命を落とした騎士はベヒーモスに転生した。ダンジョンで戦い続け、アースドラゴンとの遭遇戦で命からがら逃亡するものの魔力が尽き意識を失うが、ダンジョンに探索で来ていた冒険者のアリアに拾われた。結局ネコと勘違いされた挙げ句タマという名前を与えられ、以後アリアのペット兼護衛としてダンジョンの探索等に同行することになる。
鍛冶師のヴァルカンと組むことになったアリアは、ダンジョン内で魔族から特殊な毒攻撃を受け、その解毒にはドラゴンの目玉が必要だった。タマは単身ダンジョンに行きアースドラゴンを倒しアリアは解毒された。倒されたアースドラゴンの魂はドラゴニュートの女に転生した。ダンジョンでさまよっている所をアリアたちと遭遇し、記憶喪失だと判断したアリアと一緒に行動することになってステラと名付けられた。

## 登場人物
声の項はテレビアニメ版の声優。
タマ
声 - 畠中祐、杉山里穂（猫）
騎士から転生した、ベヒーモスの幼生。元々非常に豊富なマナを保有する上に、固有スキル「スキル喰奪」により、捕食したモンスターの持つスキルを吸収し使用できるという能力を持つ。ただ見た目は子猫にしか見えないため、アリアからは「エレメンタルキャット」という希少種と勘違いされている。
アリア
声 - 矢野妃菜喜
エルフの女性冒険者。巨乳かつ美形。男性冒険者にしつこく言い寄られる（ナンパされる）ことが多いため、通常はパーティーを組まずソロで活動していた。密かに獣姦されることに憧れを抱いている。
ヴァルカン
声 - 楠木ともり
獣人（Web版では虎耳族）の鍛冶師兼冒険者で見た目は少女。それまで組んでいたパーティーが解散したため、アリアと組むことになった。
ステラ
声 - 上田瞳
タマに倒されたアースドラゴンの転生体でドラゴニュート。強き者の子を成すことが望みで隙あらばタマに交尾を迫る変態。迷宮をさまよっている時にアリアのパーティーに拾われ、以後行動を共にする。
リリ
声 - 大渕野々花
森や森林迷宮に暮らしている妖精族・ハイピクシーの少女。
フェリ
声 - 和久井優
森や森林迷宮に暮らしている妖精族・ハイドライアドの少女。
アリーシャ
声 - 内田真礼
人類に勝利をもたらした英雄の一人。剣聖の二つ名を持つ。
アナ
声 - 檜山修之
本名はアーナルド・ホズィルズネッガー。元Bランク冒険者で商業地区冒険者ギルドの受付嬢。筋肉隆々のオネエ。
カスマン
声 - 間宮康弘
アリアをしつこく勧誘する男性冒険者。決闘でアリアとタマに敗れる。
ララ
声 - 平塚紗依
リューインに暮らす身寄りのない少女。
セドリック・リューイン
声 - 大塚剛央
迷宮都市の領主であるリューイン公爵家の長男にして、《魔神の黄昏》の英雄の一人。
ダニー
声 - 柳田淳一
セドリック隊の騎士。
ハワード
声 - 濱野大輝
セドリック隊の騎士。
ケニー
声 - 安野希世乃
セドリック隊の騎士。
マリエッタ
声 - 東山奈央
セドリック隊の騎士。
ベリル・アスタロス
声 - 興津和幸
リューインの隣町・レナードに現れた魔族。
レオナ
声 - 川澄綾子
アリアの母。
レイス
声 - 中博史
グラッドストーンという町で「レイス商会」を営む商人。
グラッドストーン伯爵
声 - 高橋伸也
グラッドストーンの町の領主。
エリザ
声 - 原ミユキ
レイスの婚約者。
ベルゼビュート
声 - 井口裕香
《魔神の黄昏》において、《七大魔王》でありながら人類に味方した「聖魔王」。
ガイゼル・アウシューラ
声 - 二又一成
アウシューラ帝国の皇帝。
ジュリウス・アウシューラ
声 - 木島隆一
アウシューラ帝国第一皇子。

## 既刊一覧

### 小説
- 銀翼のぞみ（著）・夜ノみつき（イラスト） 『Sランクモンスターの《ベヒーモス》だけど、猫と間違われてエルフ娘の騎士として暮らしてます』、マイクロマガジン社〈GCノベルズ〉、既刊2巻（2018年10月30日現在）
  1. 2018年3月30日発売[8]、ISBN 978-4-89637-700-2
  2. 2018年10月30日発売[8]、ISBN 978-4-89637-829-0

### 漫画
- 東雲太郎（漫画・キャラクター原案）・銀翼のぞみ（原作）・夜ノみつき（キャラクター原案） 『Sランクモンスターの《ベヒーモス》だけど、猫と間違われてエルフ娘の騎士として暮らしてます』白泉社〈ヤングアニマルコミックス〉、既刊13巻（2025年7月29日現在）
  1. 2018年10月29日発売[9]、ISBN 978-4-592-16271-1
  2. 2019年3月29日発売[10]、ISBN 978-4-592-16272-8
  3. 2019年10月29日発売[11]、ISBN 978-4-592-16273-5
  4. 2020年3月27日発売[12]、ISBN 978-4-592-16274-2
  5. 2020年11月27日発売[13]、ISBN 978-4-592-16275-9
  6. 2021年5月28日発売[14]、ISBN 978-4-592-16336-7
  7. 2022年2月28日発売[15]、ISBN 978-4-592-16337-4
  8. 2022年10月28日発売[16]、ISBN 978-4-592-16338-1
  9. 2023年4月28日発売[17]、ISBN 978-4-592-16339-8
  10. 2023年10月27日発売[18]、ISBN 978-4-592-16340-4
  11. 2024年3月29日発売[19]、ISBN 978-4-592-16428-9
  12. 2024年12月26日発売[20]、ISBN 978-4-592-16429-6
  13. 2025年7月29日発売[21]、ISBN 978-4-592-16430-2

## テレビアニメ
2024年3月にテレビアニメ化が発表された。2025年1月から3月までTOKYO MXほかにて放送された。
本作は「通常版」と「湯けむりスッキリ版」の2つのバージョンが放送・配信された。「湯けむりスッキリ版」はAT-Xで放送され、各配信サービスでも順次配信された。「湯けむりスッキリ版」では、「通常版」で規制されている一部のカットが視聴可能となっている。

### スタッフ
- 原作 - 東雲太郎（マンガ・キャラクター原案）、銀翼のぞみ（原作）、夜ノみつき（キャラクター原案）[6]
- 監督 - 平川哲生[6]
- シリーズ構成 - 加藤還一[6]
- キャラクターデザイン・総作画監督 - 阿部智之[6]
- サブキャラクターデザイン - 鈴木美音織
- モンスターデザイン - 山下敏成
- プロップデザイン - 河野しおり
- 美術監督 - 澁谷幸弘、立川目佳子
- 色彩設計 - のぼりはるこ
- 3Dモデリング - 天狗工房
- 撮影監督 - 國重元宏
- 編集 - 宇都宮正記
- 音響監督 - 納谷僚介
- 音楽 - 白戸佑輔、oni[4]
- 音楽制作 - フライングドッグ[4]
- 音楽プロデューサー - 内田峻
- プロデューサー - 目黒大樹、武田栄里、松元勇斗、大和田智之、先川幸矢、大貫佑介、渡邉日向子
- アニメーション制作 - ゼロジー、セイバーワークス[6]
- 製作 - ベヒ猫製作委員会[6]（博報堂DYミュージック&ピクチャーズ、白泉社、フライングドッグ、BS11、ゼロジー、ブシロードムーブ、スタジオマウス、クロックワークス）

### 制作
本作の漫画版を読んだプロデューサーの目黒大樹は『つぐもも』などのファンタジーとセクシー要素が融合したアニメを手掛けているゼロジーが得意であろうと思い、アニメ化を依頼した。
本作は全てのエピソードに入浴シーンが含まれている。監督の平川哲生が「どうにか毎回女の子をお風呂に入れられないか」とシリーズ構成の加藤還一に相談し、会話シーンの場所を風呂場に変更するなどしてシナリオを調整した。入浴シーンでは、平川は作為的に見えないようにするため、変なアングルを入れずストレートに描写することを意識したと述べている。

### 主題歌
「最上級の心」
大渕野々花によるオープニングテーマ。作詞・作曲・編曲は川谷絵音。
「リミー」
ぽかぽかイオンによるエンディングテーマ。作詞・作曲・編曲は白戸佑輔。

### 各話リスト
| 話数   | サブタイトル                          | 脚本     | 絵コンテ         | 演出                | 作画監督 | 初放送日      |
| ------ | ------------------------------------- | -------- | ---------------- | ------------------- | --- | ------------- |
| 第1話  | エルフ娘と騎士の誓い                  | 平川哲生 | 平川哲生         | 浅見隆司            | 阿部智之 | 2025年 1月4日 |
| 第2話  | 虎耳鍛冶師と新たなるスキル            | 佐藤寿昭 | 浅見隆司         | 中野敬太            | 鈴木美音織 河野しおり | 1月11日       |
| 第3話  | 緊急クエスト 魔族討伐へ！             | 平川哲生 | ワタナベシンイチ | 中野敬太 水野健太郎 | 金貞順 申奈羅 北條直明 岩崎亮 鵜池一馬 杉本幸子 園田大勢 | 1月18日       |
| 第4話  | 覚醒！《ベヒーモス》                  | 平川哲生 | 松尾慎           | 李東益              | 林麗嬉 崔智奥 | 1月25日       |
| 第5話  | エルフ娘とドラゴン娘                  | 加藤還一 | ロマのフ比嘉     | 浅見隆司            | 鈴木美音織 河野しおり | 2月1日        |
| 第6話  | 迷いの森の少女たち                    | 佐藤寿昭 | 松尾慎           | 粟井重紀            | 金貞順 申奈羅 Lee Jae min Lee Jong man Kim Yusun 杉本幸子 鵜池一馬 北條直明 園田大勢 | 2月8日        |
| 第7話  | 迫りくるアンデッド 伯爵領の黒いうわさ | 平川哲生 | 稲垣隆行         | 中野敬太            | - | 2月15日       |
| 第8話  | エルフ娘のお引越し                    | 加藤還一 | 高本宣弘         | 浅見隆司            | 鈴木美音織 河野しおり | 2月22日       |
| 第9話  | 帝都へ！運命の再会                    | 佐藤寿昭 | さとうふみかず   | 粟井重紀            | 金貞順 申奈羅 Lee Jae min Lee Jong man Ho seung jin Lee Sang jin Kim Yusun 杉本幸子 岩崎亮 北條直明 園田大勢 | 3月1日        |
| 第10話 | タマとアリアの目覚める力              | 平川哲生 | ロマのフ比嘉     | 神崎ユウジ 中野敬太 | 河野しおり 鈴木美音織 | 3月8日        |
| 第11話 | 賢者ノ石とルミルスの秘密              | 加藤還一 | ホン・ミンソク   | JOLちゃん           | ソン・ジョン キム・ハンジュ イ・ミンジ ファン・スビン イ・イェリン クォン・ウンジュ キム・ソンミ ミン・イェウォン ユン・ヒョクジュン イ・ハヌル ジャン・ユソン ジャン・ヒョンワン ジョン・ダヒョン ホ・ジョンファ | 3月15日       |
| 第12話 | 聖なる刃と聖なる獣                    | 平川哲生 | 中村欣也         | 浅見隆司 中野敬太   | 鈴木美音織 河野しおり | 3月22日       |

### 放送局
| 放送期間                               | 放送時間                     | 放送局       | 対象地域 | 備考                                                               |
| -------------------------------------- | ---------------------------- | ------------ | -------- | ------------------------------------------------------------------ |
| 2025年1月4日 - 3月22日                 | 土曜 22:30 - 23:00           | TOKYO MX     | 東京都   |                                                                    |
|                                        |                              | サンテレビ   | 兵庫県   |                                                                    |
| 2025年1月6日 - 3月24日                 | 月曜 0:00 - 0:30（日曜深夜） | BS11         | 日本全域 | 製作参加 / BS放送 / 『ANIME+』枠                                   |
| 2025年1月7日 - 3月25日                 | 火曜 22:30 - 23:00           | AT-X         | 日本全域 | CS放送 / 字幕放送 / リピート放送あり R15+指定 / 湯けむりスッキリ版 |
| 2025年1月10日 - 3月28日                | 金曜 3:29 - 3:59（木曜深夜） | 北海道テレビ | 北海道   | 『アニメな時間』枠                                                 |
| 2025年1月14日 -                        | 火曜 1:15 - 1:45（月曜深夜） | 新潟テレビ21 | 新潟県   |                                                                    |
| 2025年1月24日 -                        | 金曜 1:18 - 1:50（木曜深夜） | 長崎文化放送 | 長崎県   | 『あに。』枠                                                       |
| 2025年2月16日 -                        | 日曜 2:30 - 3:00（土曜深夜） | 北陸朝日放送 | 石川県   |                                                                    |
| 特記のない放送局では「通常版」を放送。 |                              |              |          |                                                                    |

| 配信開始日     | 配信時間        | 配信サイト | 備考           |
| -------------- | --------------- | --- | -------------- |
| 2024年12月28日 | 土曜 23:00 更新 | ABEMA | 見放題独占配信 |
| 2025年1月11日  |                 | Amazon Prime Video dアニメストア FOD HAPPY!動画 J:COM STREAM TELASA milplus music.jp YouTube カンテレドーガ バンダイチャンネル ビデオマーケット ムービーフルplus Lemino | 都度課金配信   |

| 配信開始日     | 配信時間        | 配信サイト                                                                   | 備考         |
| -------------- | --------------- | ---------------------------------------------------------------------------- | ------------ |
| 2024年12月28日 | 土曜 23:00 更新 | ABEMAプレミアム                                                              | 見放題配信   |
| 2025年1月25日  |                 | dアニメストア DMM TV Hulu Lemino U-NEXT アニメタイムズ AnimeFesta アニメ放題 | 見放題配信   |
|                |                 | Amazon Prime Video                                                           | 都度課金配信 |

### BD
| 巻  | 発売日        | 収録話         | 規格品番   | 備考               |
| --- | ------------- | -------------- | ---------- | ------------------ |
| BOX | 2025年6月25日 | 第1話 - 第12話 | VTXF-174/5 | 湯けむりスッキリ版 |

### ボイスドラマ
原作者・銀翼のぞみがシナリオを書き下ろした全12話のボイスドラマが、TOKYO MXおよびサンテレビでの各話放送後にYouTubeにて配信される。

### ユニットメンバー
1. ↑  東山奈央、安野希世乃